# Elecciones municipales de Junín de 2023
Las elecciones en el departamento de Junín de 2023 tendrán lugar el 24 de septiembre de dicho año, junto con las elecciones provinciales. En dicha elección se elegirán intendente municipal y la mitad de los concejales.
Las candidaturas oficiales se definirán en las elecciones primarias, abiertas, simultáneas y obligatorias (PASO) que tendrán lugar el 11 de junio.

## Candidaturas

### Declaradas

#### La Unión Mendocina
- Carlos Di Marco.
- Andrés García.
- Natalia José.
- José Mauricio Sosa.

#### Cambia Mendoza
- Mario Abed (Unión Cívica Radical), vicegobernador en funciones.[2]
- Valeria Rómoli.

#### Elegí Mendoza
- Andrea De Marco.
- Paola Silvina Núñez.
- Santiago Pepa.
- Maximiliano Vargas.
- Gastón Vera.

#### FIT-U
- Ana Maya.
- María Visaguirre.

#### Partido Verde
- Claudio Abba (Partido Verde).

## Resultados

### Elecciones primarias
Las elecciones primarias, abiertas, simultáneas y obligatorias (PASO) tendrán lugar el 11 de junio de 2023. Se presentaron catorce precandidatos a la intendencia por cinco espacios políticos distintos. Para pasar a la elección general, es requisito sacar más del 3% de los votos, además de ganar la interna del espacio al que se representa.
|  | 0,00 % |

|  | 0,00 % |

|  | 0,00 % |

|  | 0,00 % |

|  | 0,00 % |

|  | 0,00 % |

|  | 0,00 % |

|  | 0,00 % |

|  | 0,00 % |

|  | 0,00 % |

|  | 0,00 % |

|  | 0,00 % |

|  | 0,00 % |

|  | 0,00 % |

|  | 0,00 % |

|  | 0,00 % |

|  | 0,00 % |

|  | 0,00 % |

|  | 0,00 % |

|  | 0,00 % |

|  | 0,00 % |

|  | 0,00 % |

|  | 0,00 % |

|  | 100 % |

|  | 0,00 % |